# Porto di Liverpool
Il porto di Liverpool è un sistema portuale lungo l'estuario del fiume Mersey che va da Brunswick Dock di Liverpool al bacino di Seaforth, a Seaforth, sul lato orientale del fiume mentre tra Birkenhead e Wallasey sul lato ovest del fiume, con Birkenhead Docks. Garston Docks, che sono nella città di Liverpool, non sono parte del porto di Liverpool.

## Storia
Il primo bacino di Liverpool fu costruito nel 1715. La vecchia vasca ora è stata trasformata in un bacino chiuso. La banchina era nel passato una darsena commerciale chiuso al pubblico. Ulteriori banchine vennero aggiunte col passare del tempo, tutte recintate, estendendo l'area del porto per 7,5 miglia (12,1 km) lungo la riva del fiume Mersey, sul lato di Liverpool.
Il sistema dei docks interconnessi è stato il sistema portuale più avanzato al mondo. Le banchine permettevano i movimenti delle navi all'interno del Dock System 24 ore al giorno, nonostante maree.
La maggior parte delle piccole banchine della parte sud del porto di Liverpool vennero chiuse nel 1971, eccetto Brunswick Dock aperto fino alla chiusura nel 1975. Molti bacini sono stati interrati per creare terreni per edifici: un'arena al Kings Dock, proprietà commerciali a Toxteth e Harrington Docks e delle abitazioni a Heracles Dock.
Il più grande bacino della rete dei docks, quello di Seaforth, fu inaugurato nel 1972, per il trasporto di grano e containers, ospitando le più grandi navi cargo del tempo.
Le compagnie transatlantiche White Star Line e Cunard Line impiegavano il porto di Liverpool come base, insieme a quello di Southampton. Liverpool è stato il porto di registrazione di molte grandi navi di tali compagnie, tra cui l'RMS Baltic, l'MV Derbyshirel, l'HMHS Britannic, l'RMS Lusitania, l'RMS Mauretania, l'RMS Olympic ed il celebre e sfortunato RMS Titanic.
Nel 1972 la Canadian Pacific è stata l'ultima compagnia transatlantica ad operare da Liverpool.

## Terminal crociere
Le navi da crociera hanno spesso operato dal porto con un terminale a Langton Dock. Le navi da crociera tornarono poi al Liverpool Pier Head nel 2008, dove c'è termuninal crociere di nuova costruzione. Dal 2012, il terminale è stato utilizzato anche come scalo iniziale e finale dei tour croceristici, e non solo come un punto intermedio di sosta. Ciò ha condotto ad una disputa con Southampton a causa del grande contributo pubblico previsto per il nuovo terminale che il Liverpool City Council ha accettato di finanziare.
Fra le navi che sono giunte a Liverpool si annoverano: RMS Queen Elizabeth 2 (QE2), Grand Princess e RMS Queen Mary 2, insieme a un certo numero di grandi navi della Royal Navy. Prima del 2012, tutte le crociere che cominciavano a Liverpool partivano da Langton Dock.
Liverpool è una delle poche città al mondo in cui le navi d'alto mare da crociera possono attraccare nel centro della città, offrendo una spettacolare aggiunta allo skyline del lungomare.

## Statistiche

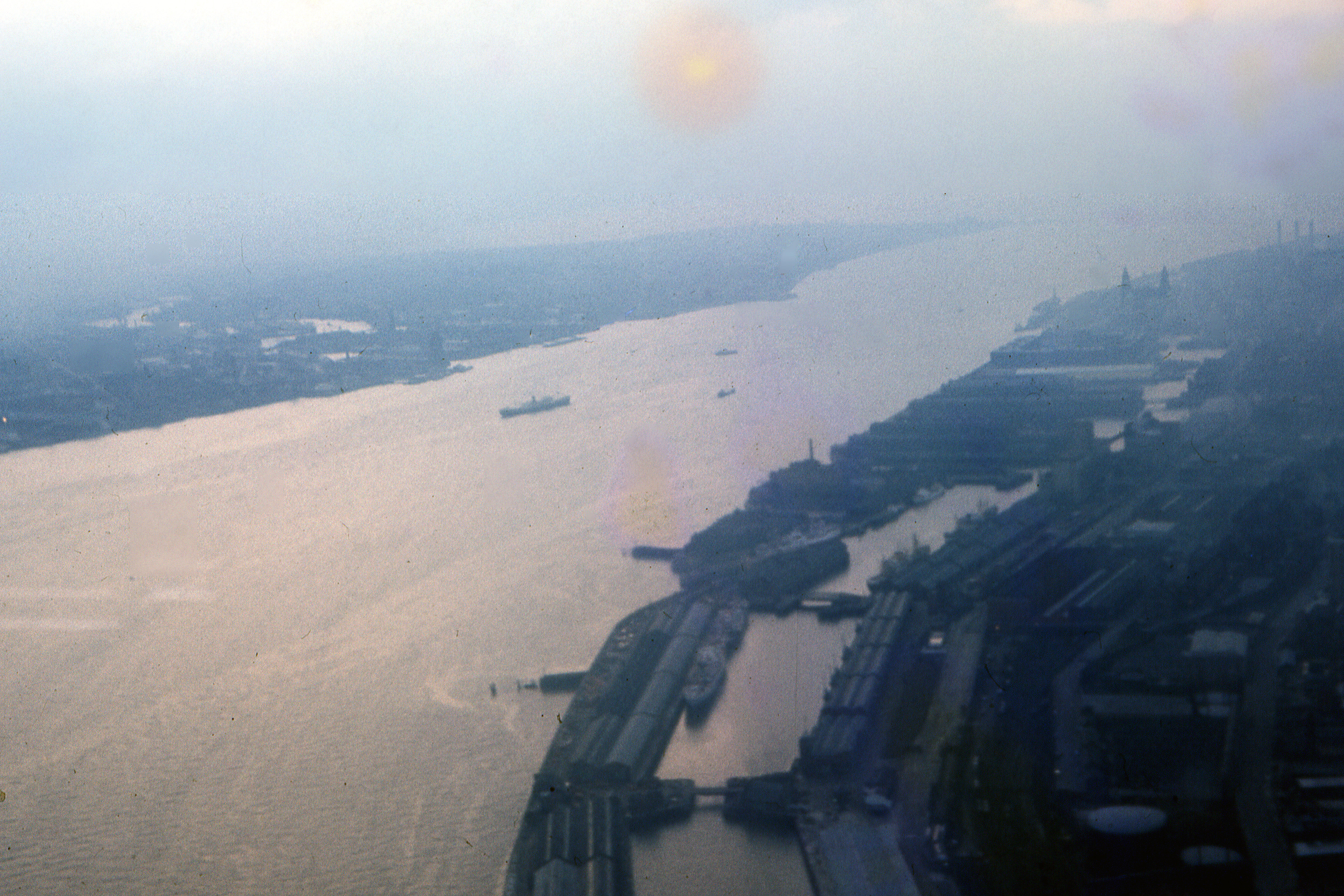
Docks nel 1962

Nel 2010 Liverpool era il 7° porto per tonnellate del Regno Unito.
| Prodotti                  | 2004         | 2003         | 2002         | 2001         |
| ------------------------- | ------------ | ------------ | ------------ | ------------ |
| Cereali                   | 2,289,000 t  | 2,377,000 t  | 2,360,000 t  | 2,455,000 t  |
| Legname                   | 295,000 t    | 391,000 t    | 406,000 t    | 452,000 t    |
| Materiale granuloso       | 774,000 t    | 727,000 t    | 788,000 t    | 707,000 t    |
| Materiale trasporto cargo | 6,051,000 t  | 6,296,000 t  | 5,572,000 t  | 5,026,000 t  |
| Petrolio                  | 11,406,000 t | 11,406,000 t | 11,604,000 t | 11,236,000 t |
| Merci varie               | 374,000 t    | 556,000 t    | 468,000 t    | 514,000 t    |
| Totale                    | 32,171,000 t | 31,753,000 t | 30,564,000 t | 30,501,000 t |
| Passeggeri                | 720,000      | 734,000      | 716,000      | 654,000      |
| Containers                | 616,000      | 578,000      | 535,000      | 524,000      |
| RORO                      | 513,000      | 476,000      | 502,000      | 533,000      |

## Galleria d'immagini

Mappe del 1909
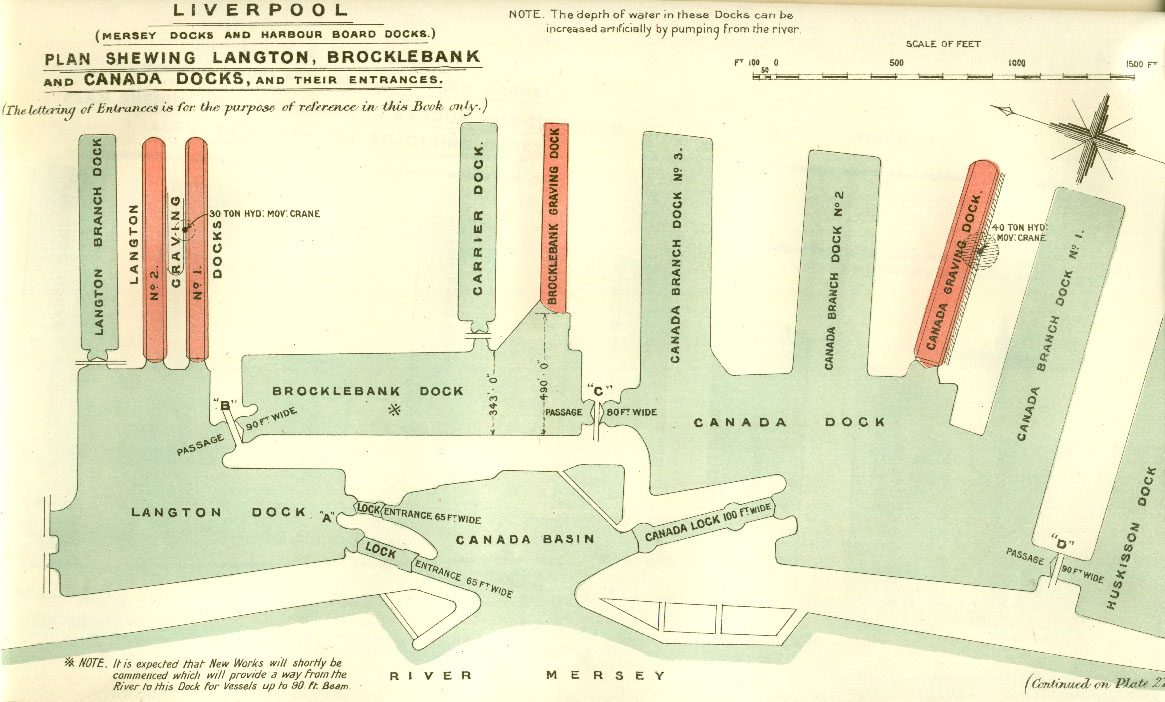
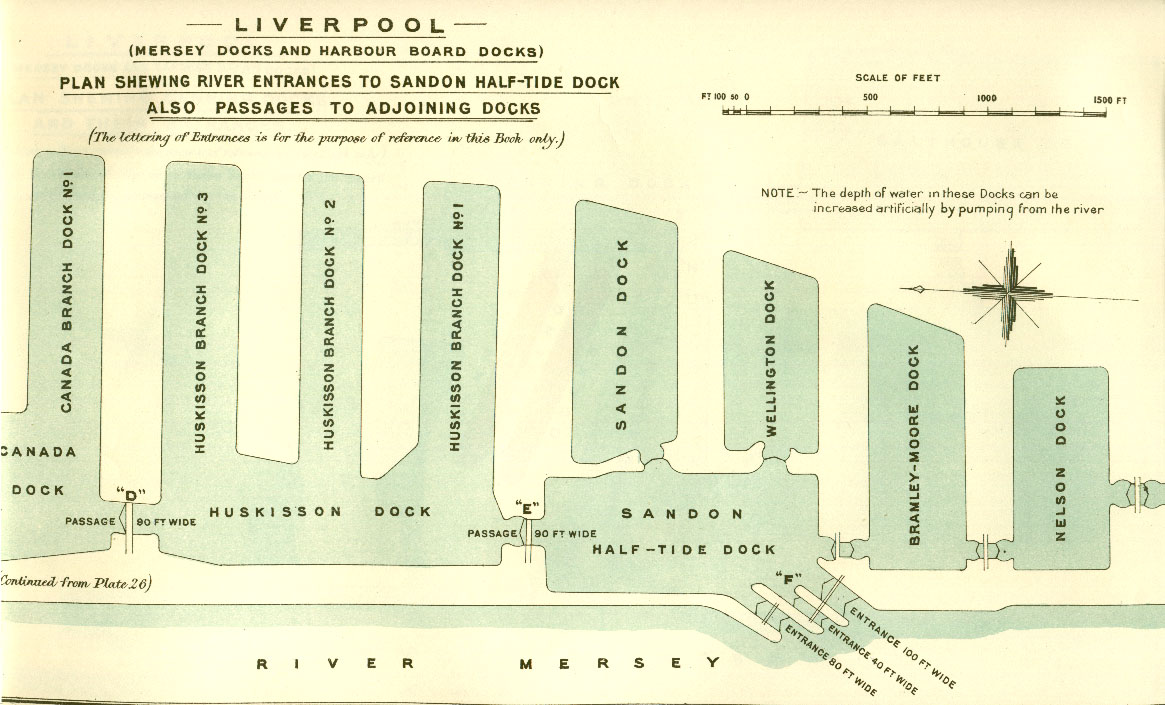
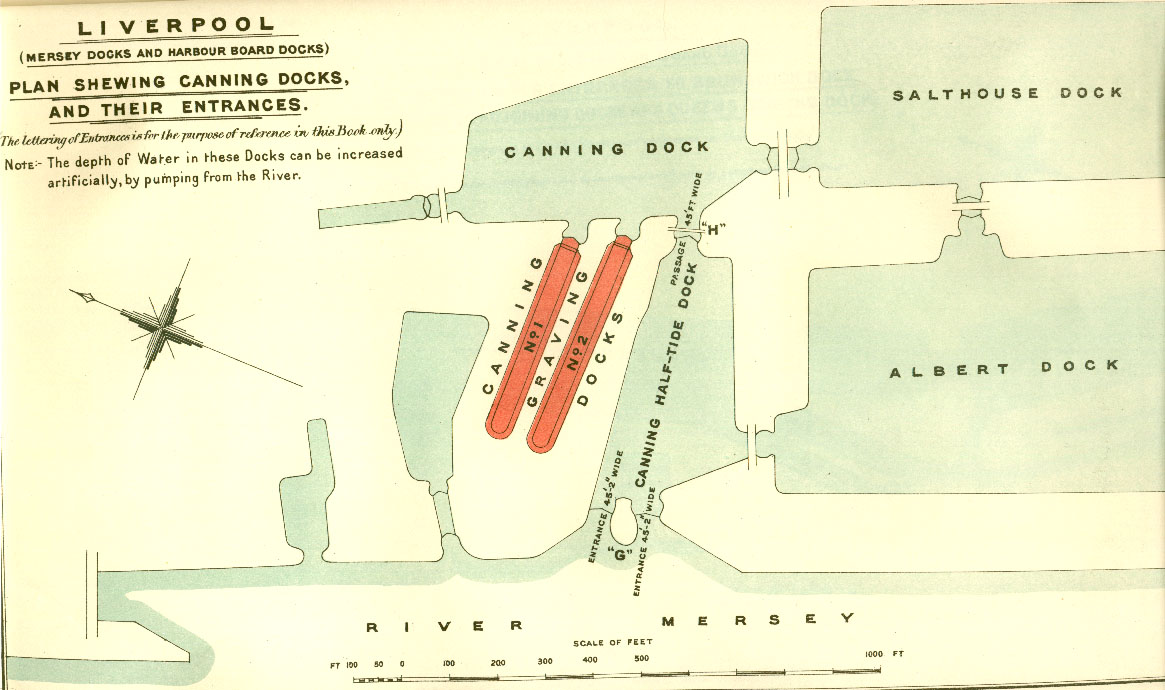
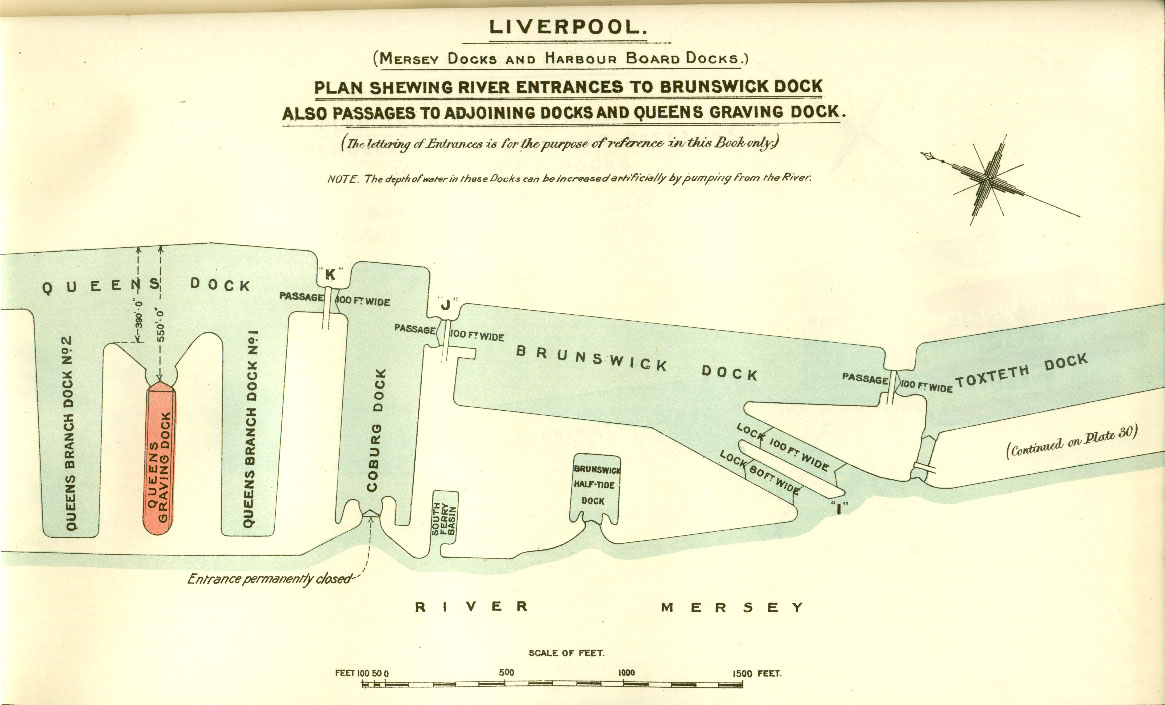
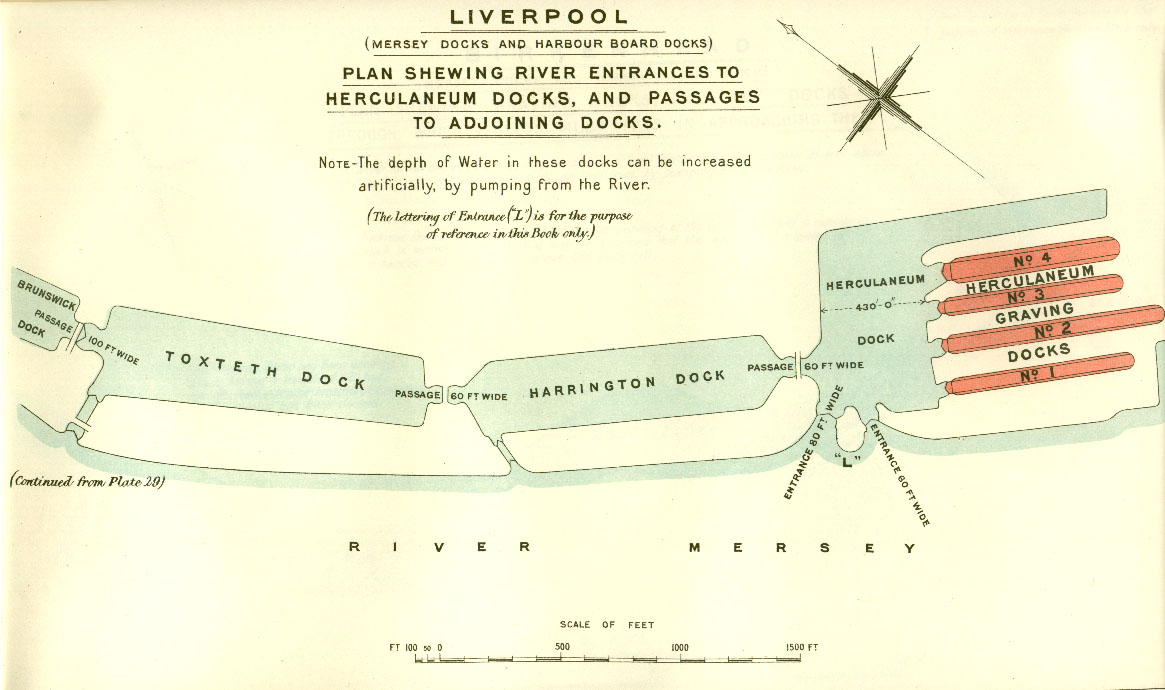

Immagini moderne
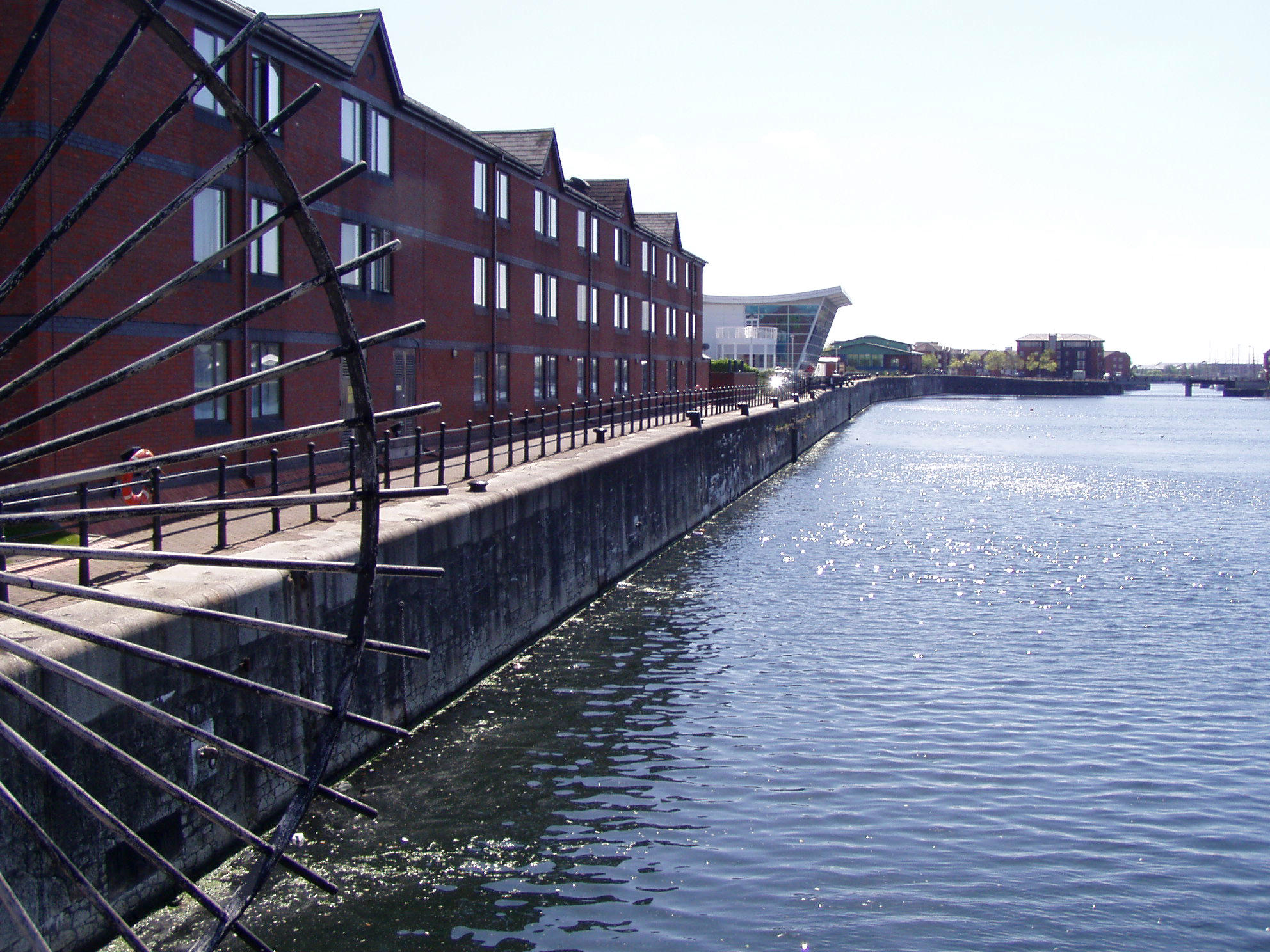
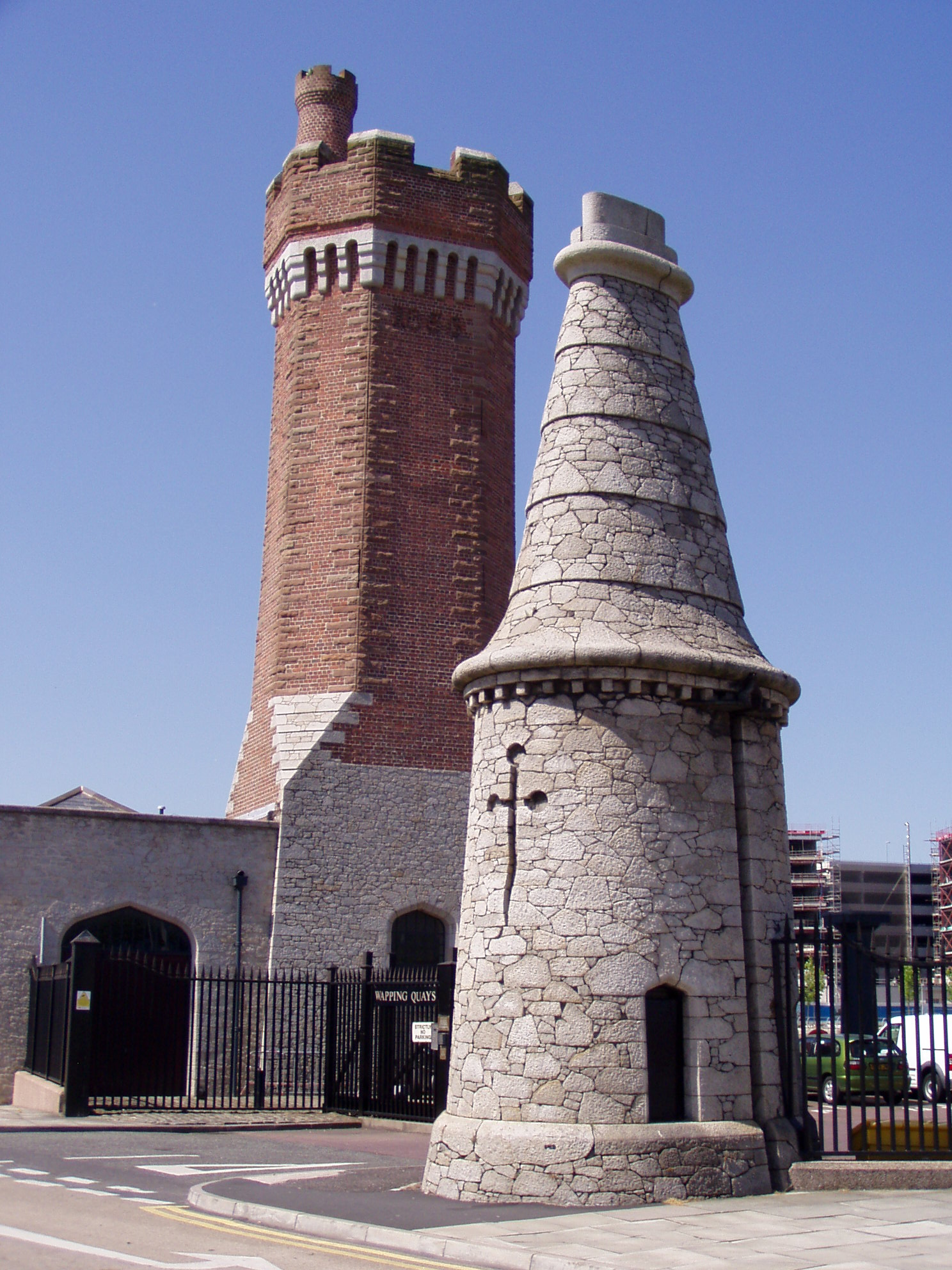
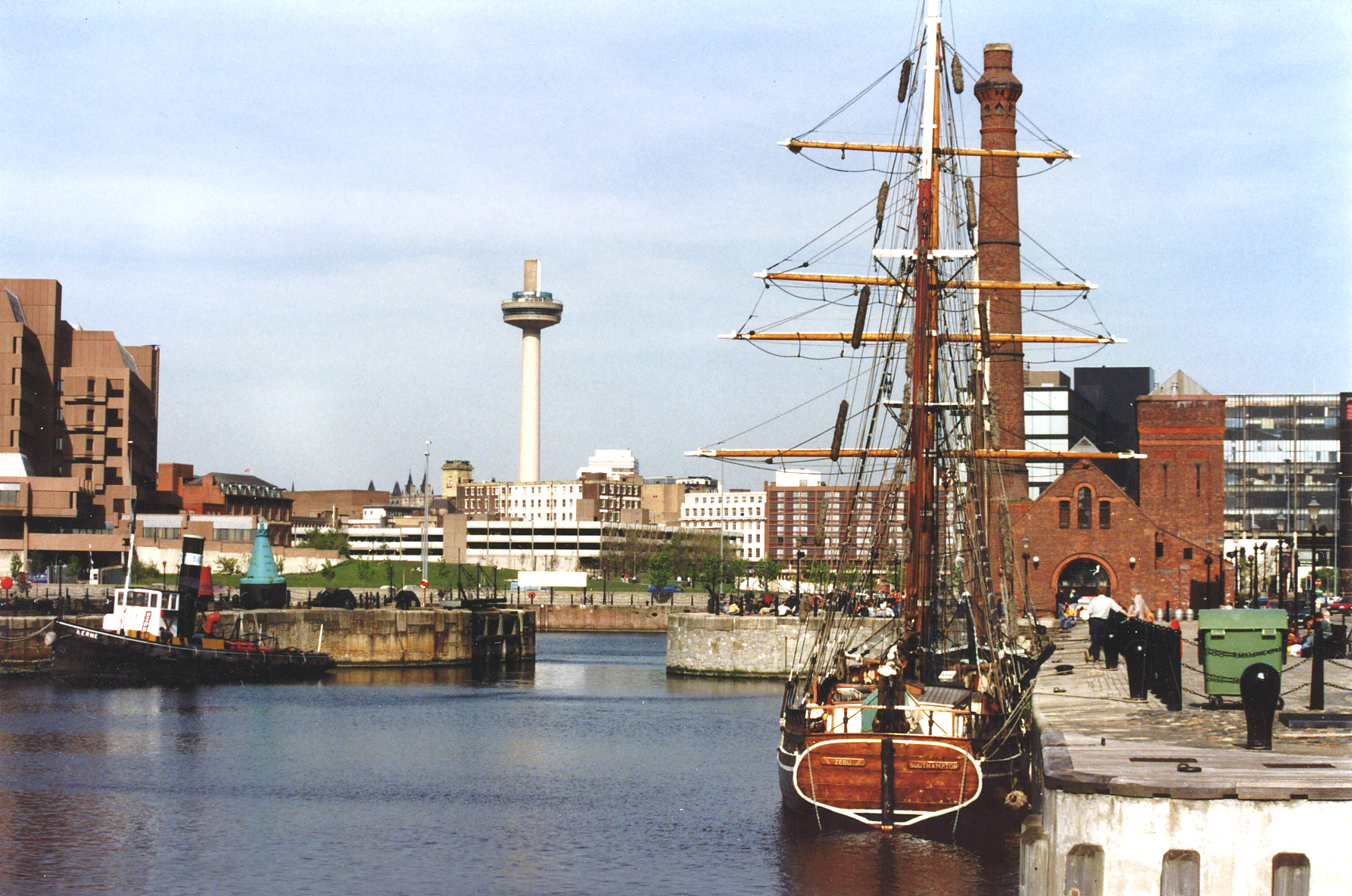
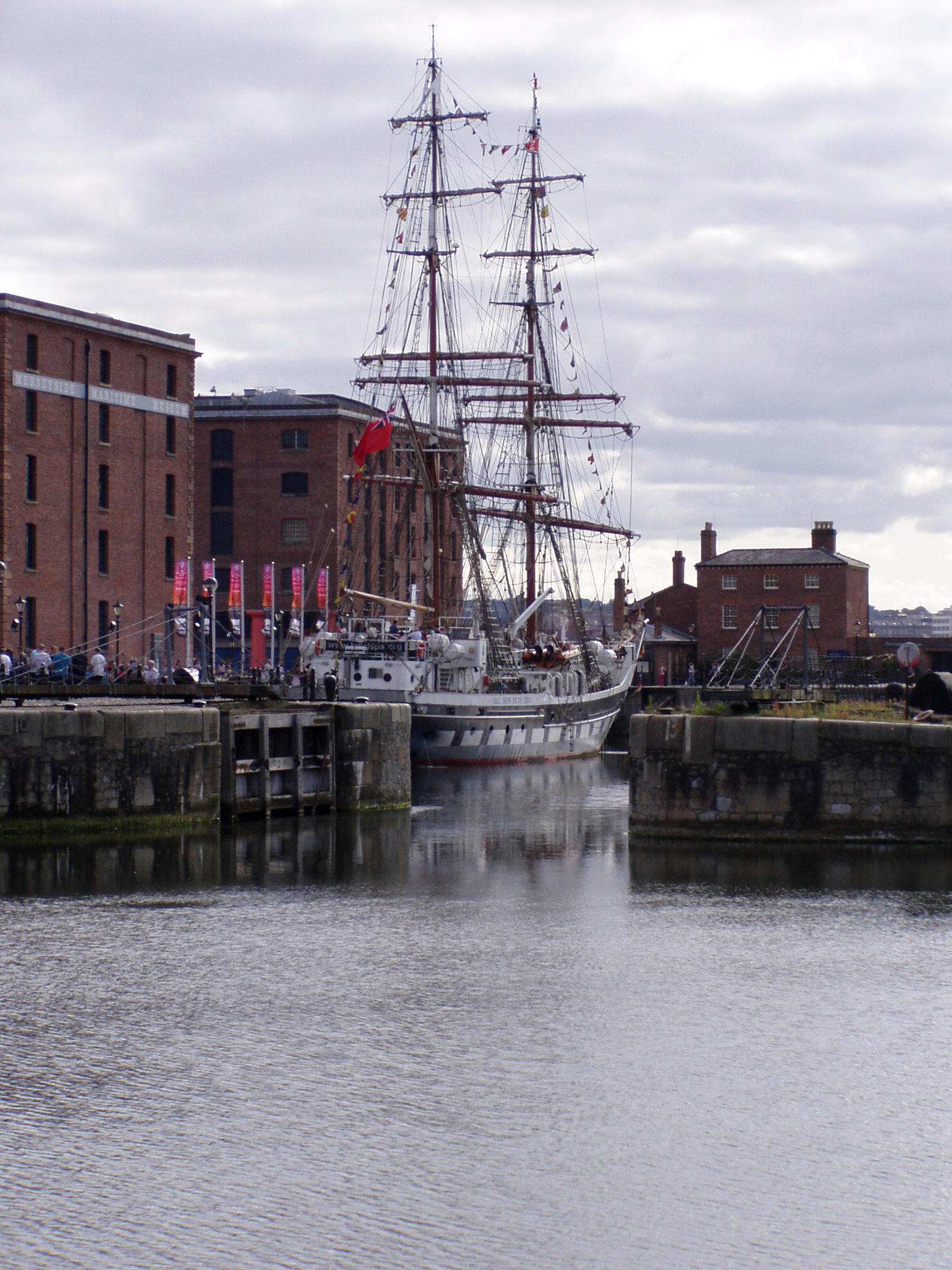
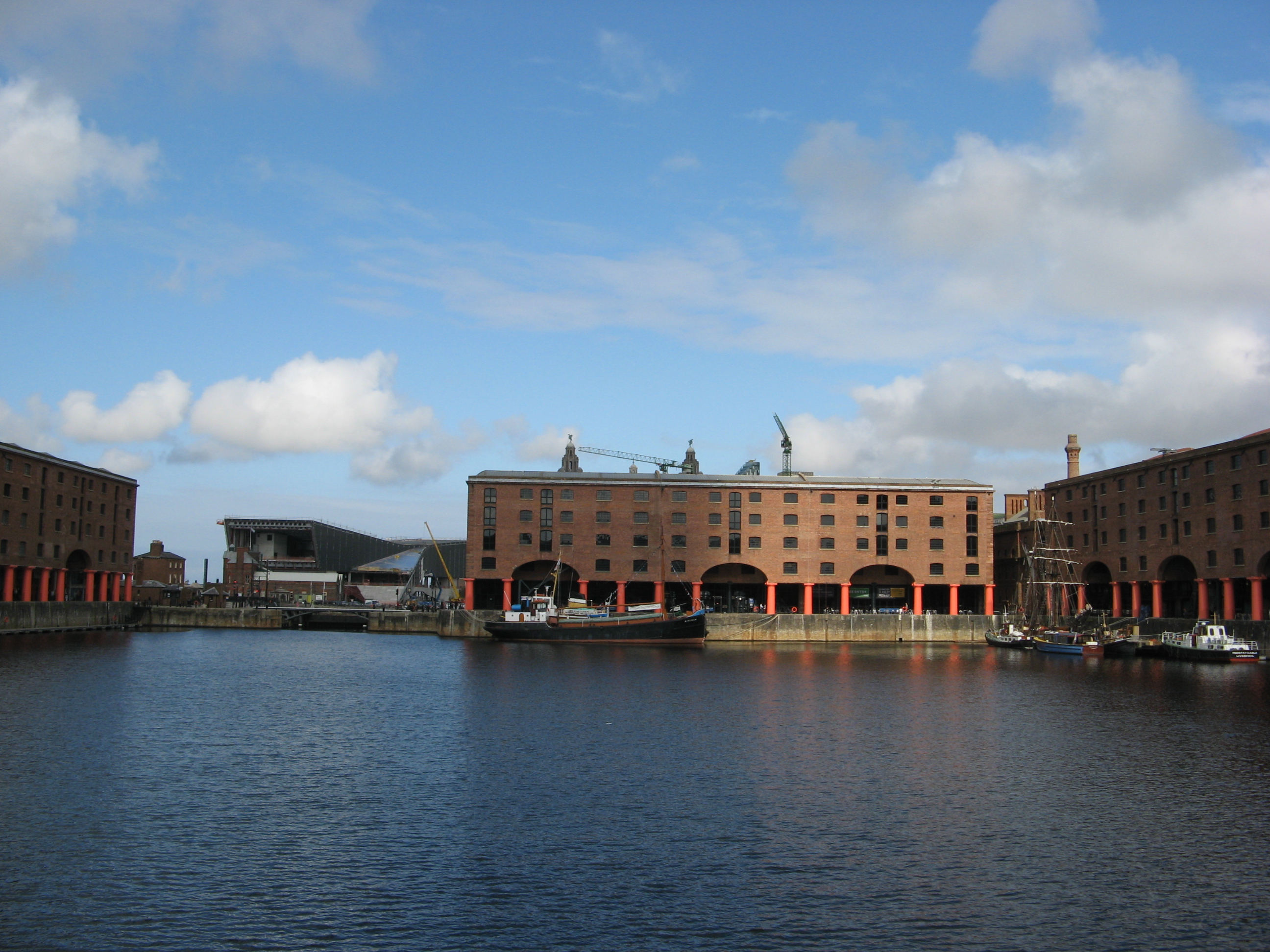
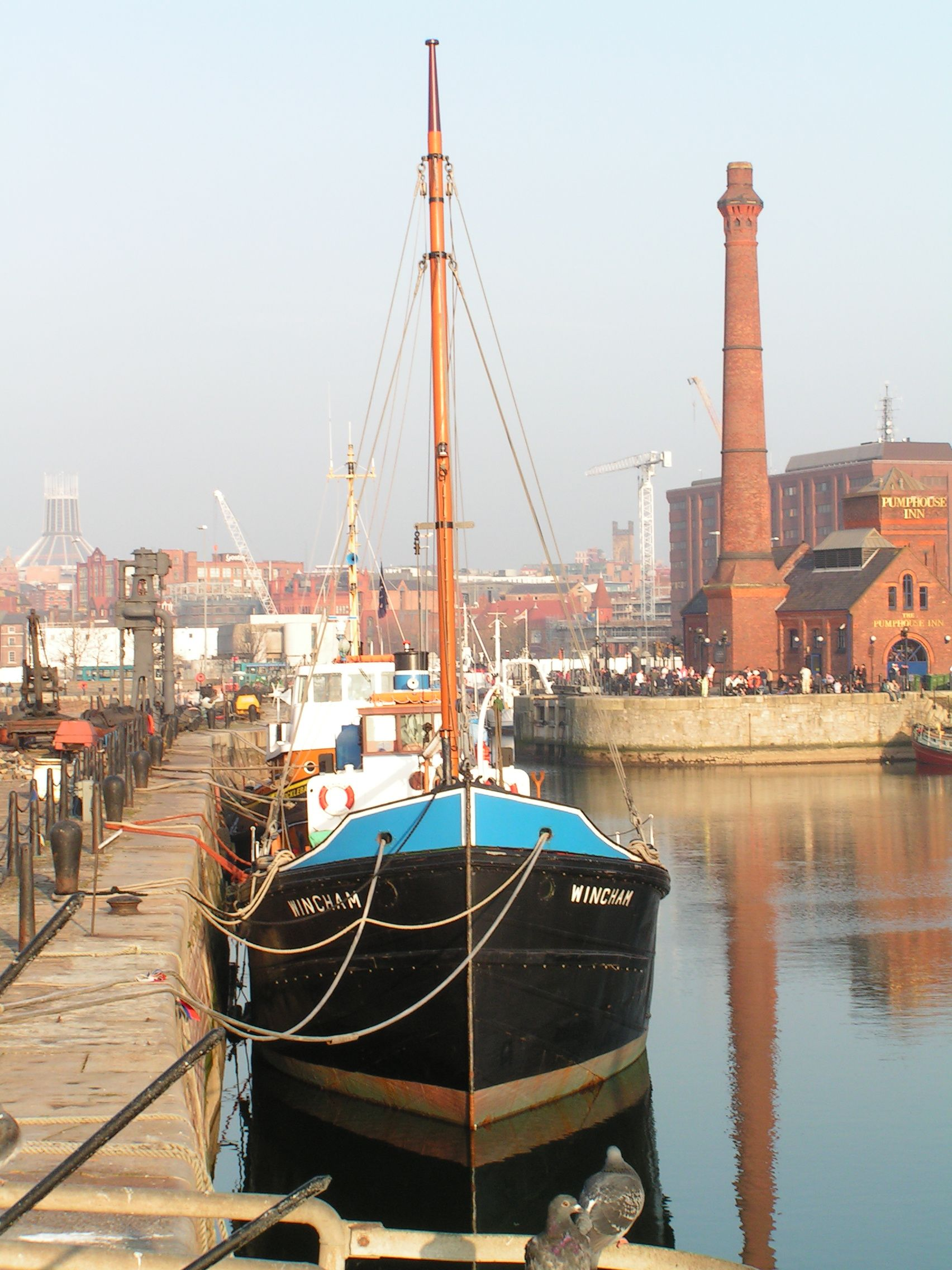
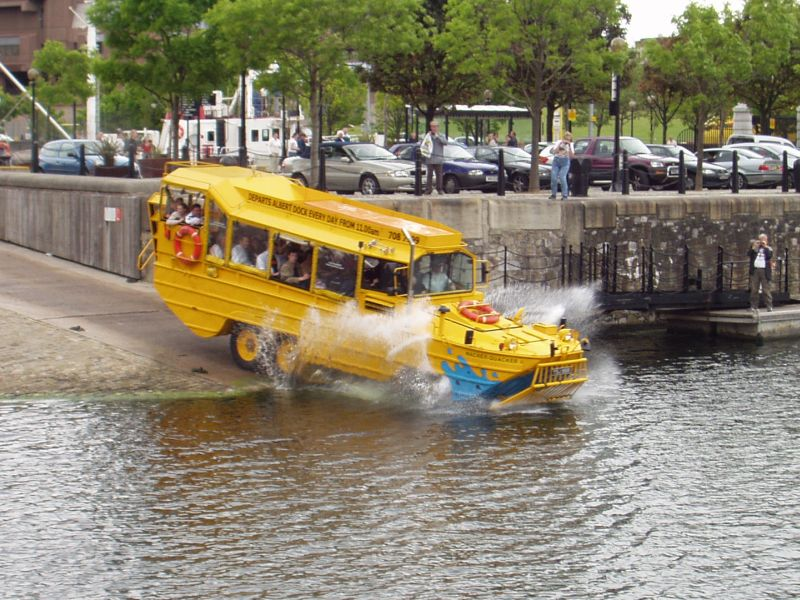
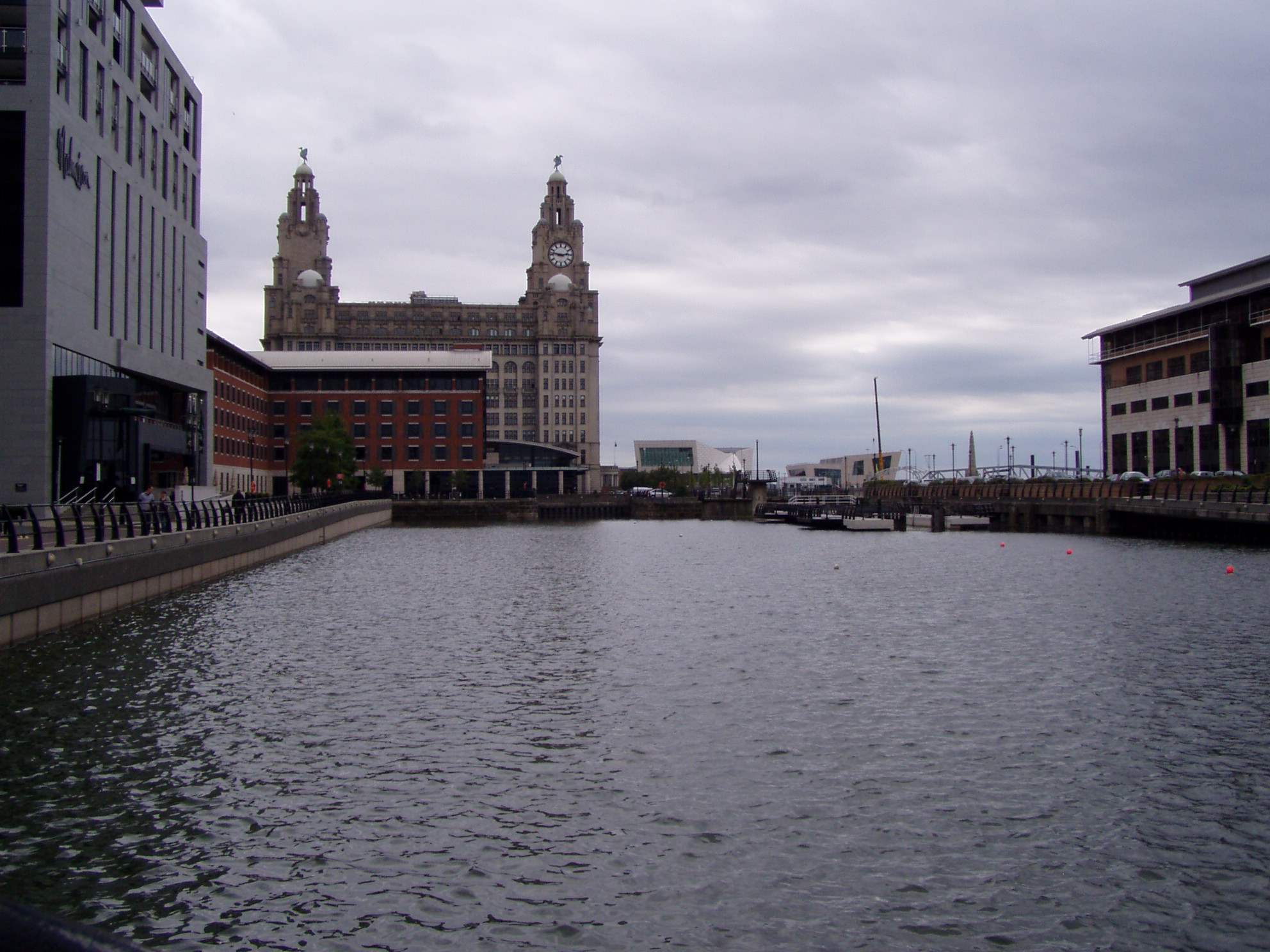
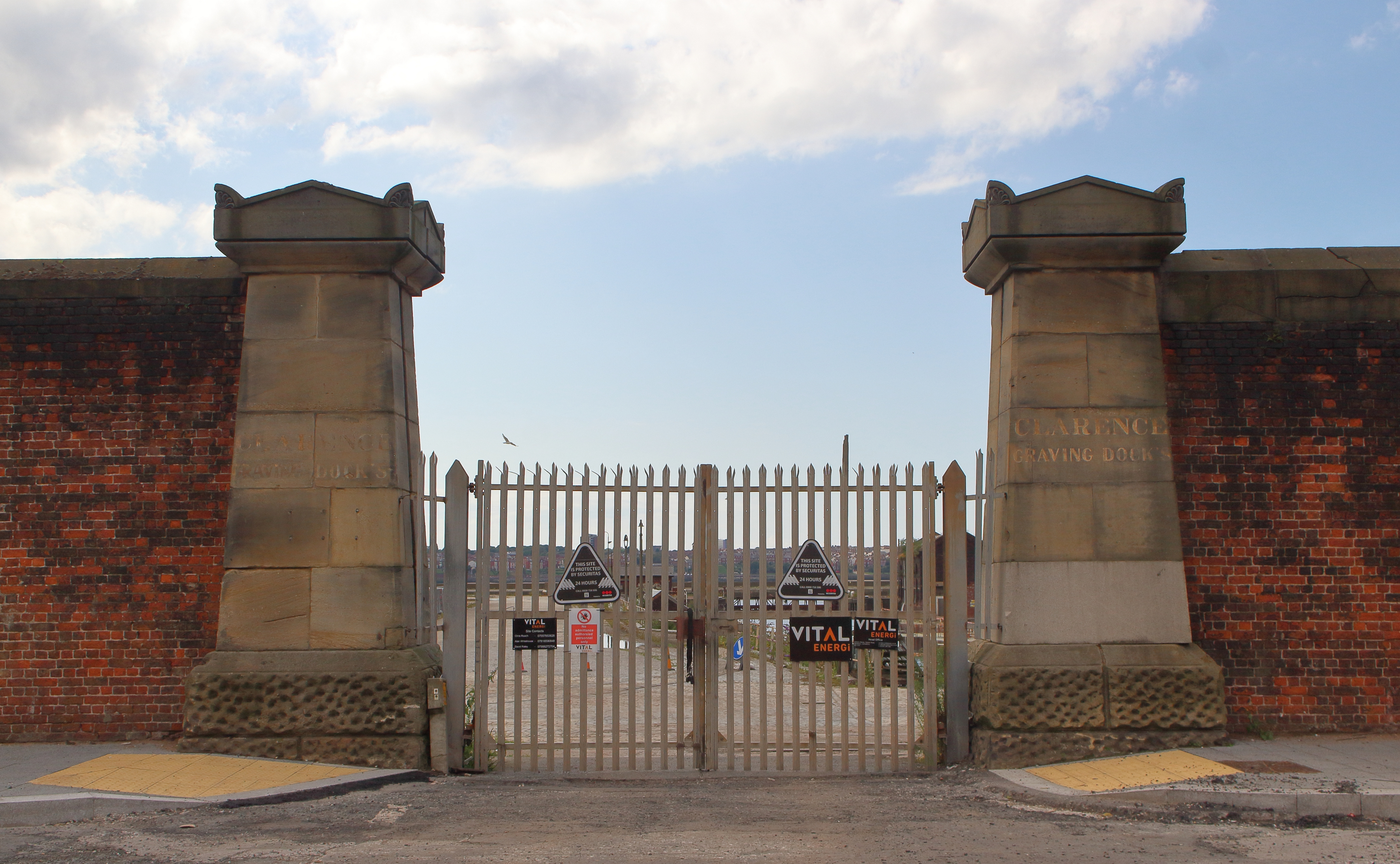
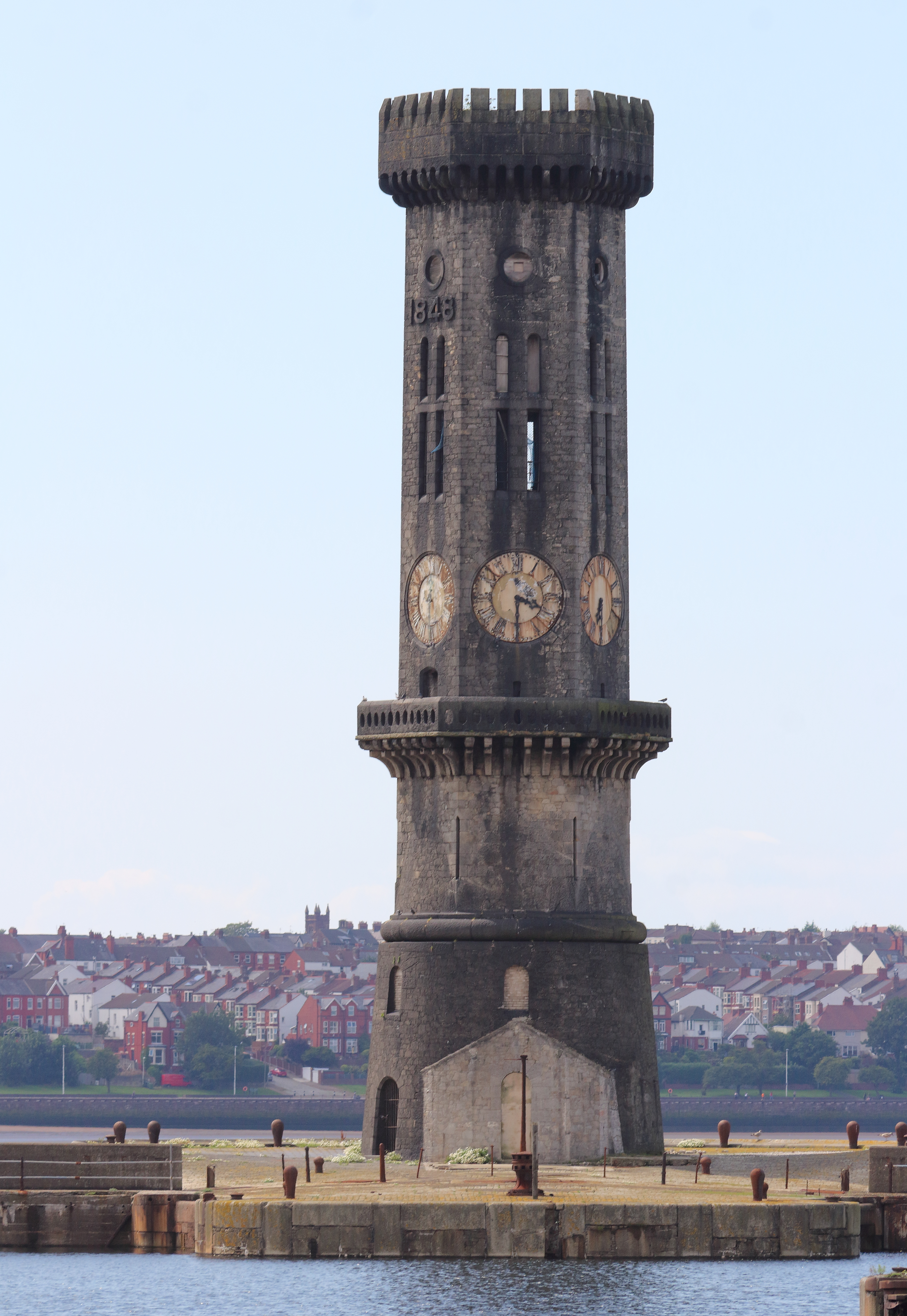
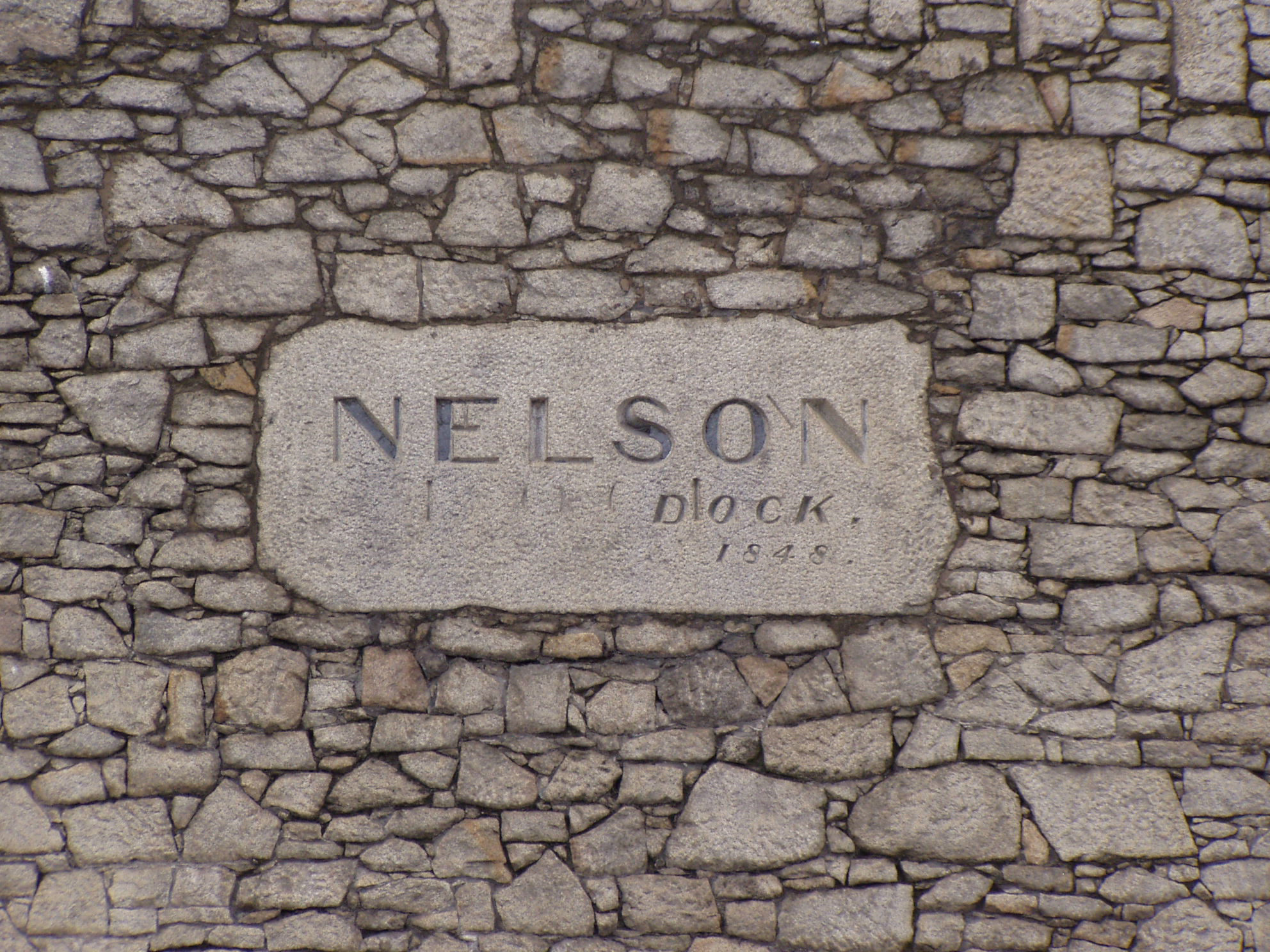
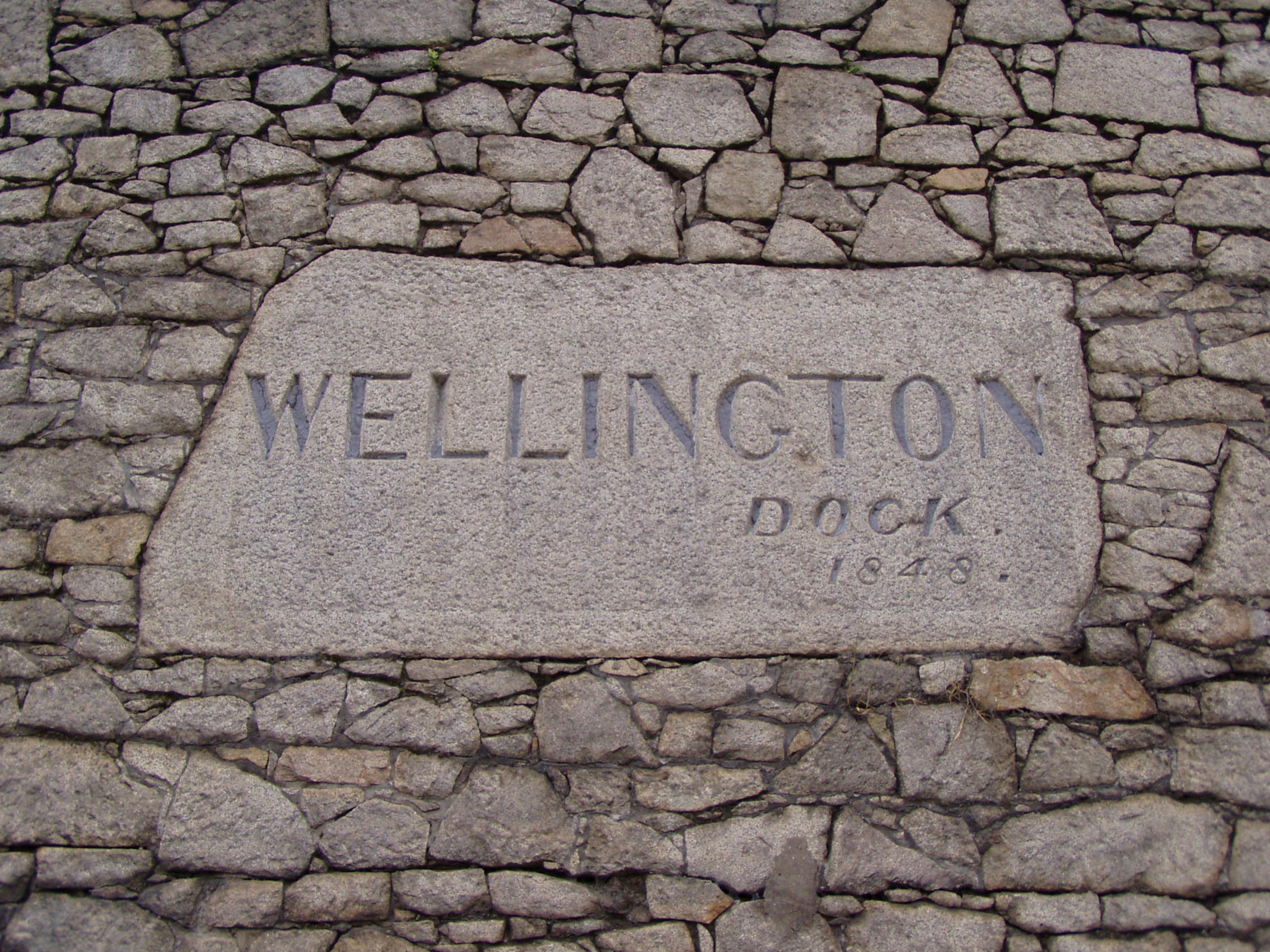
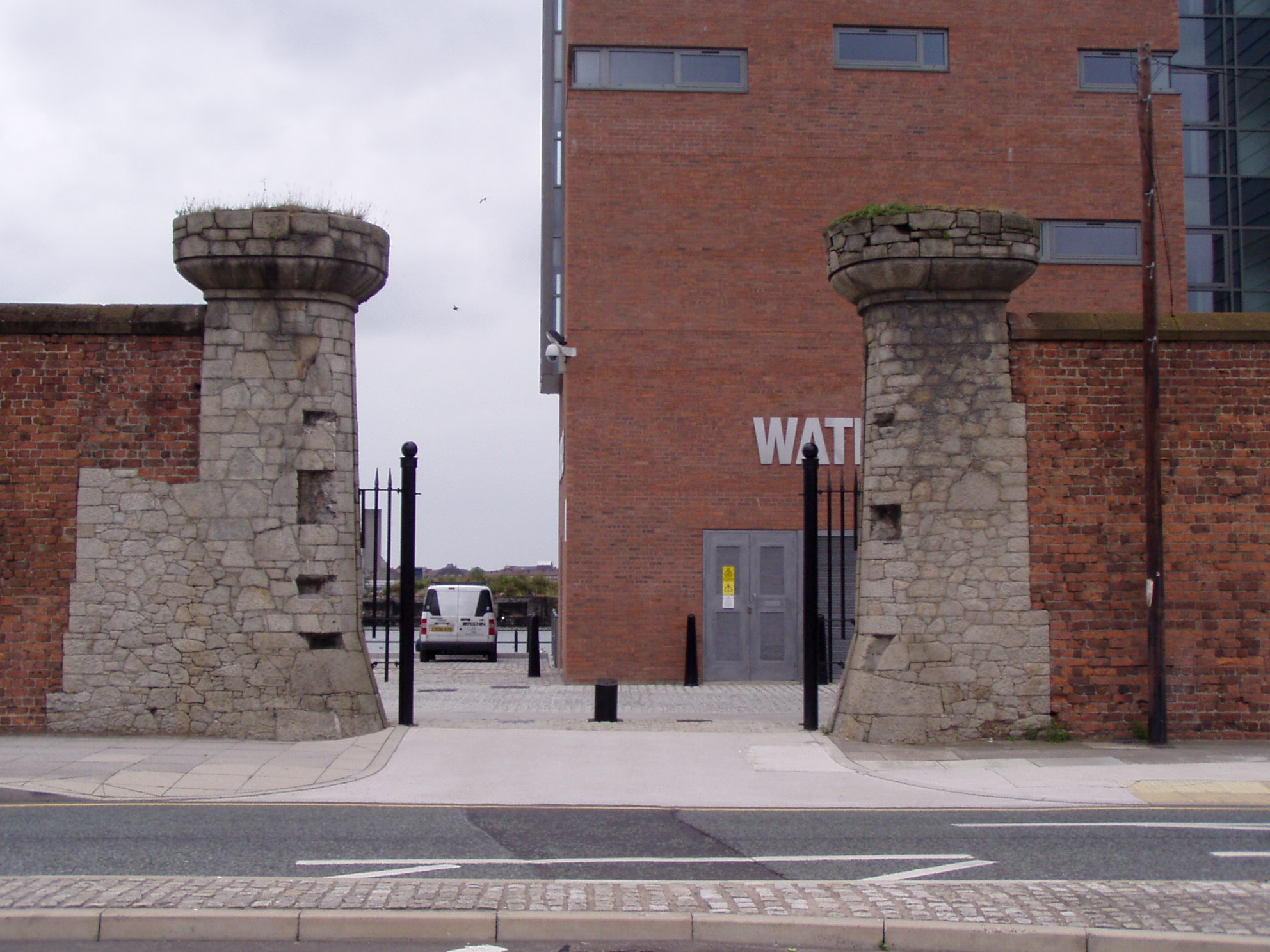
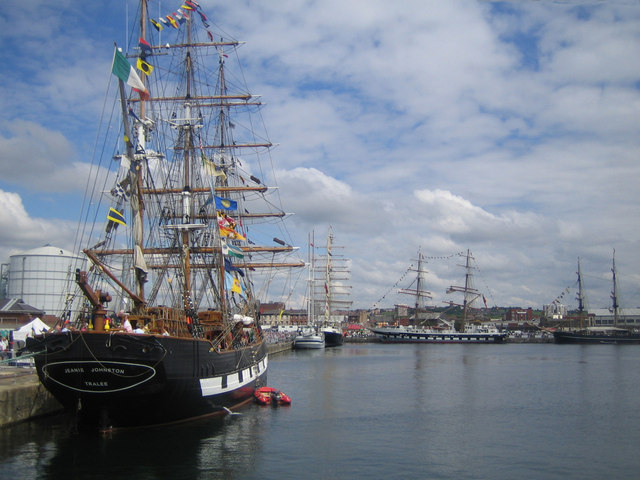
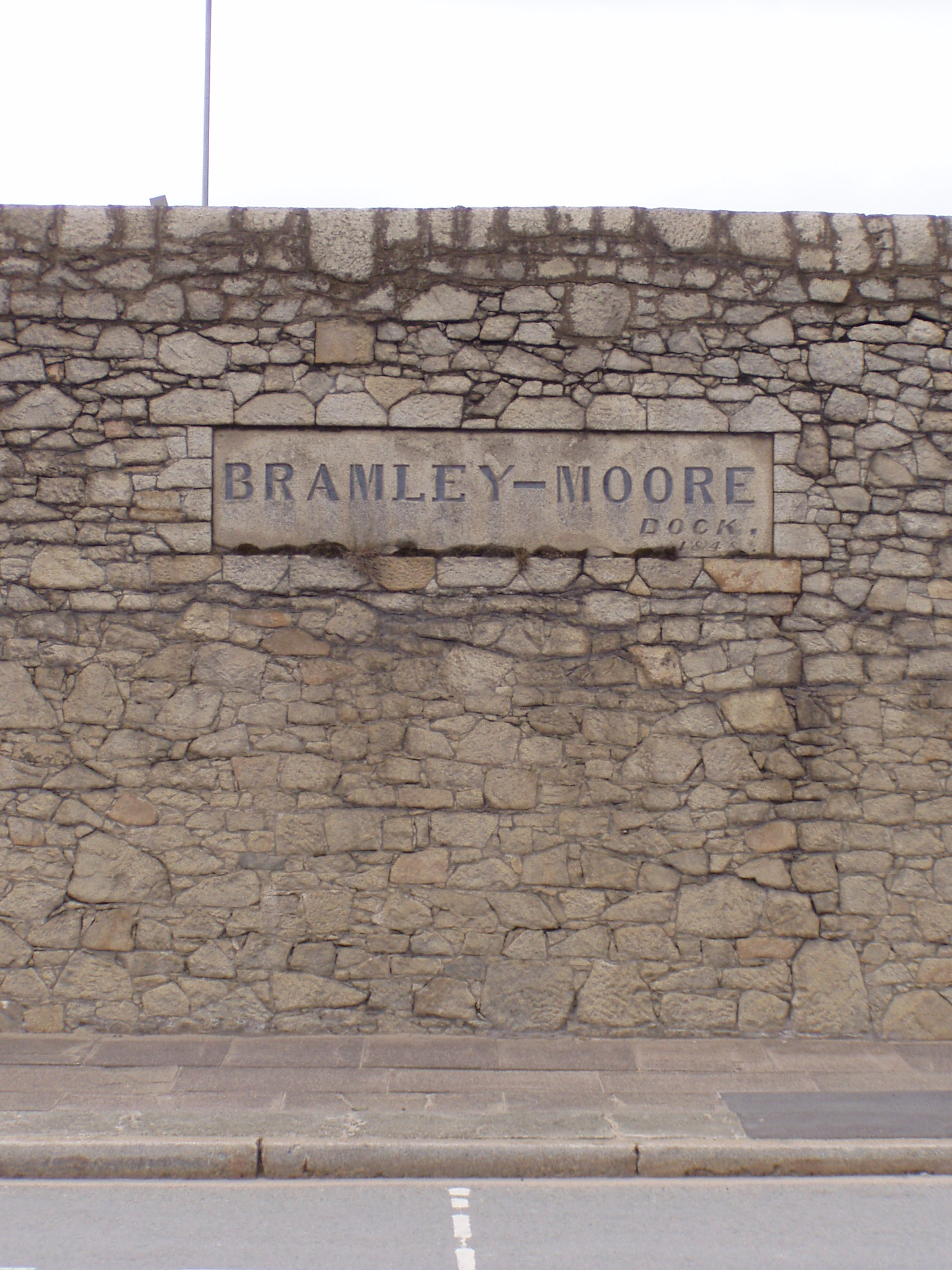
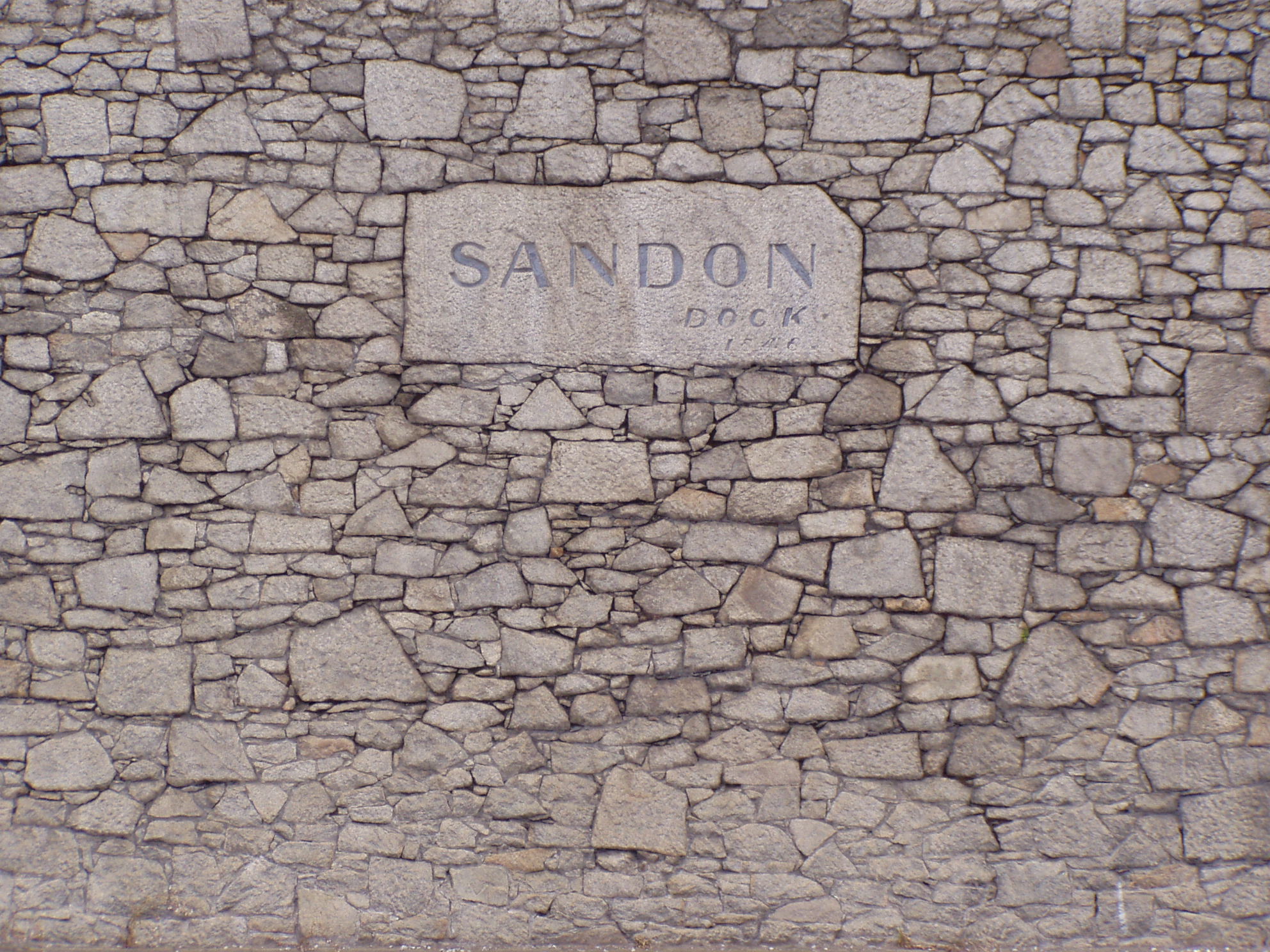
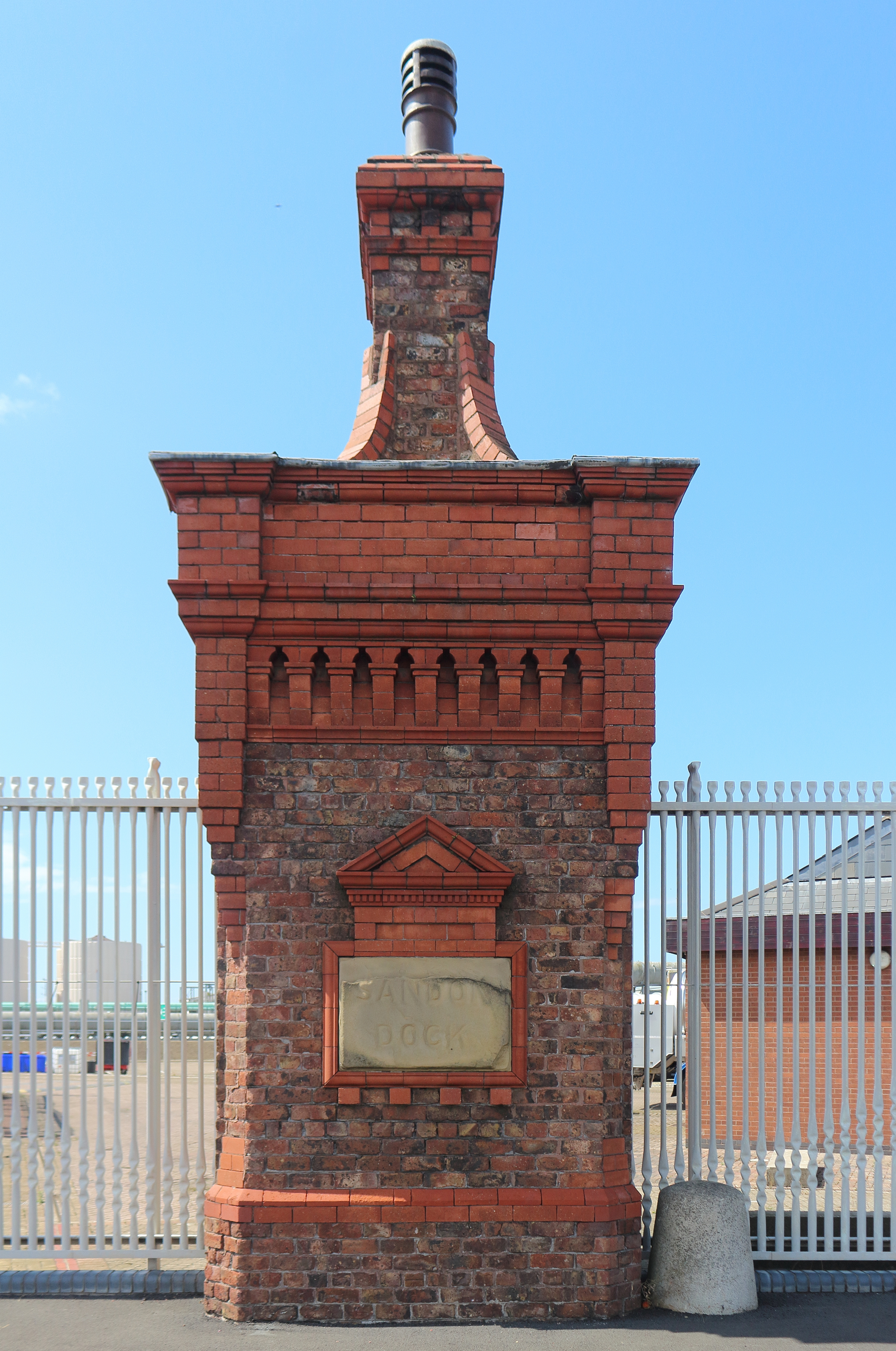
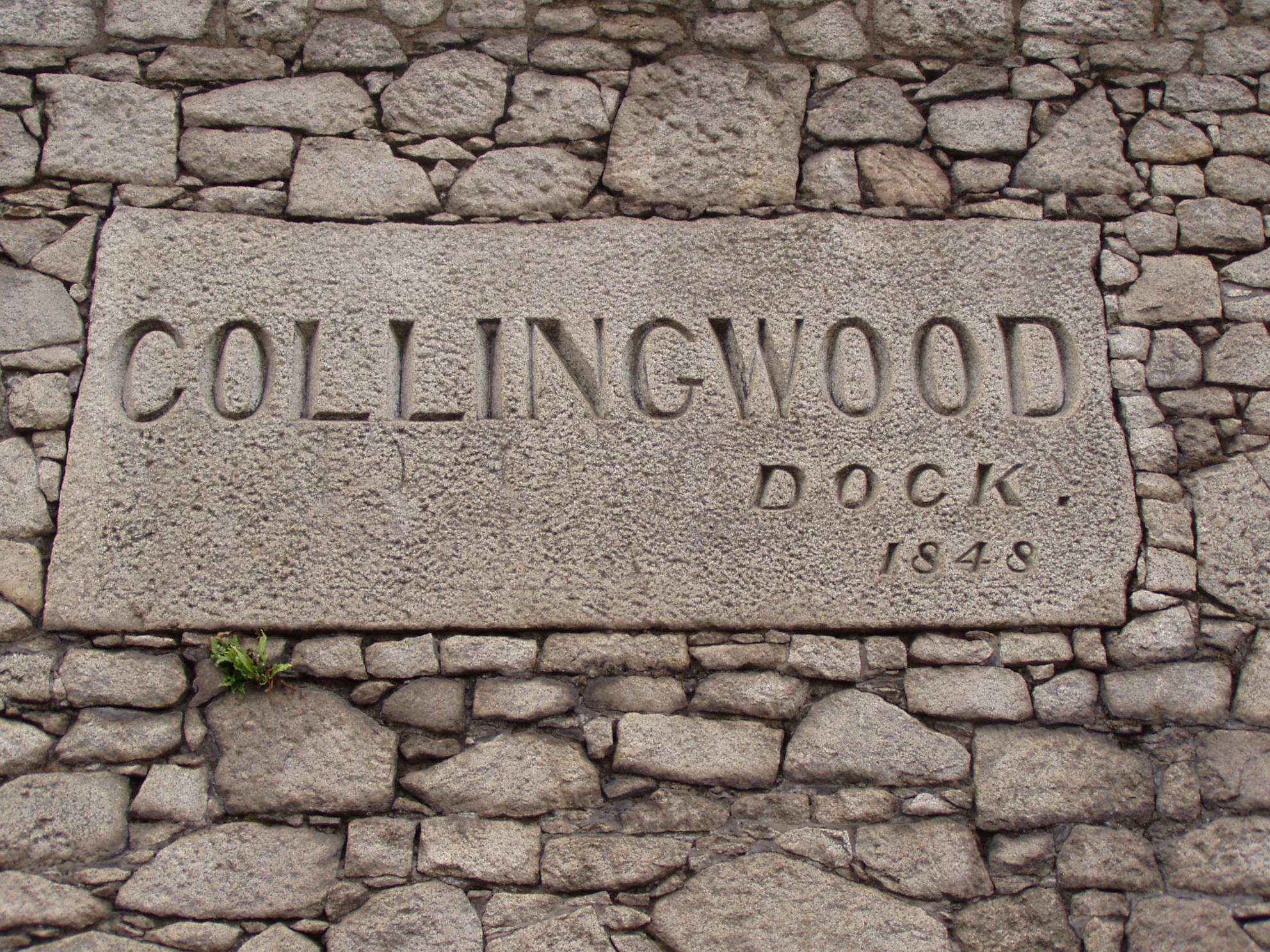
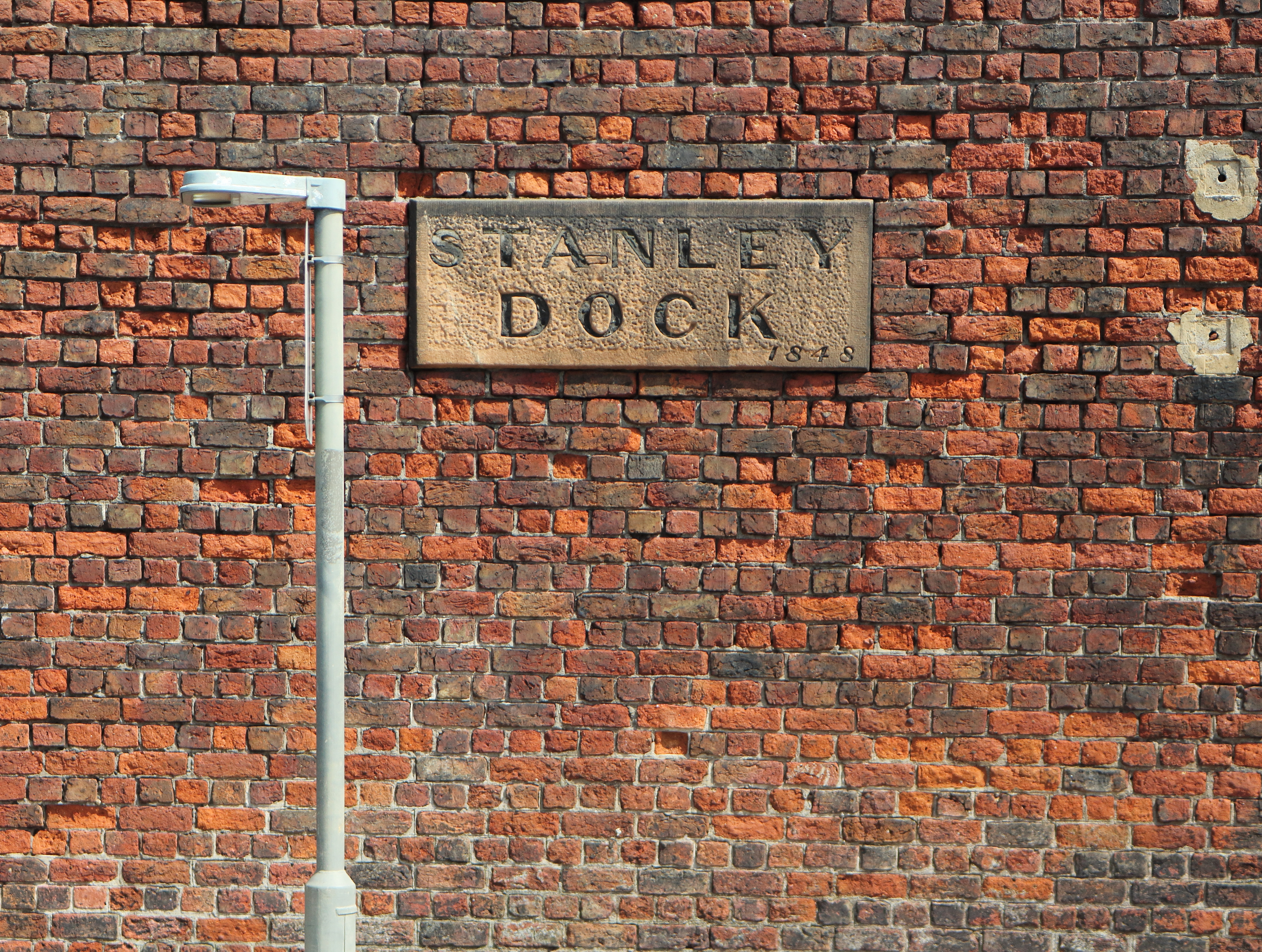
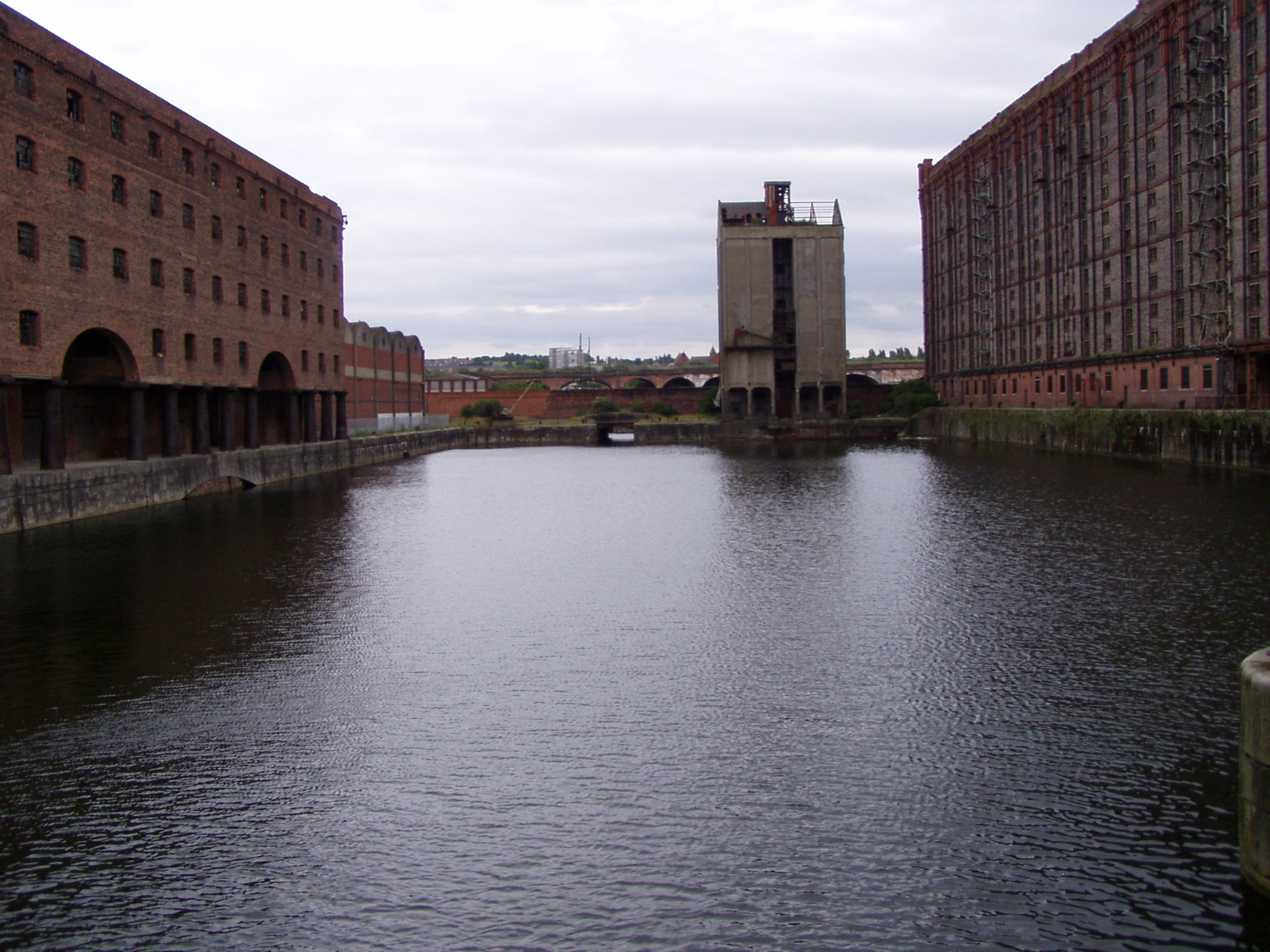
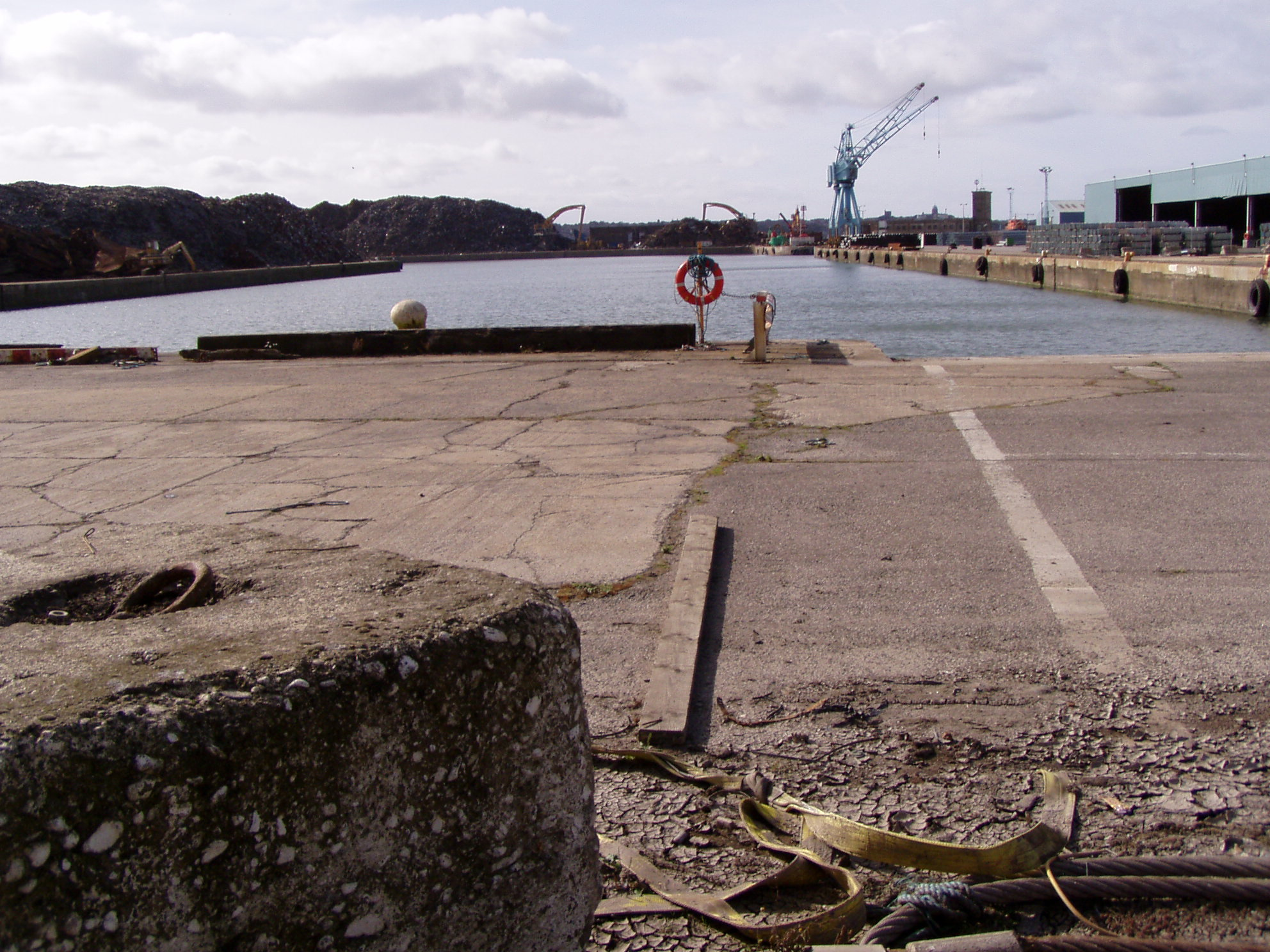
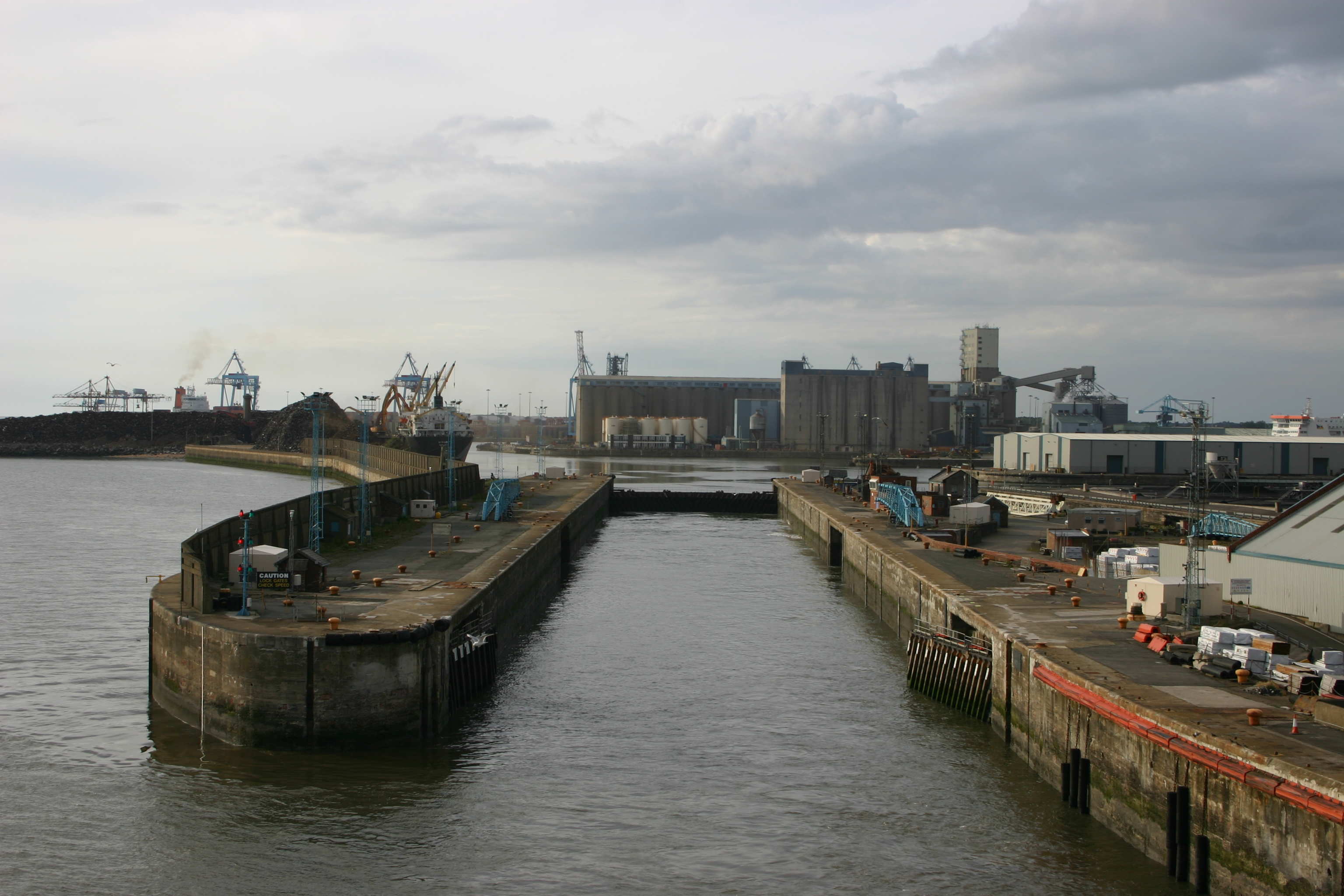
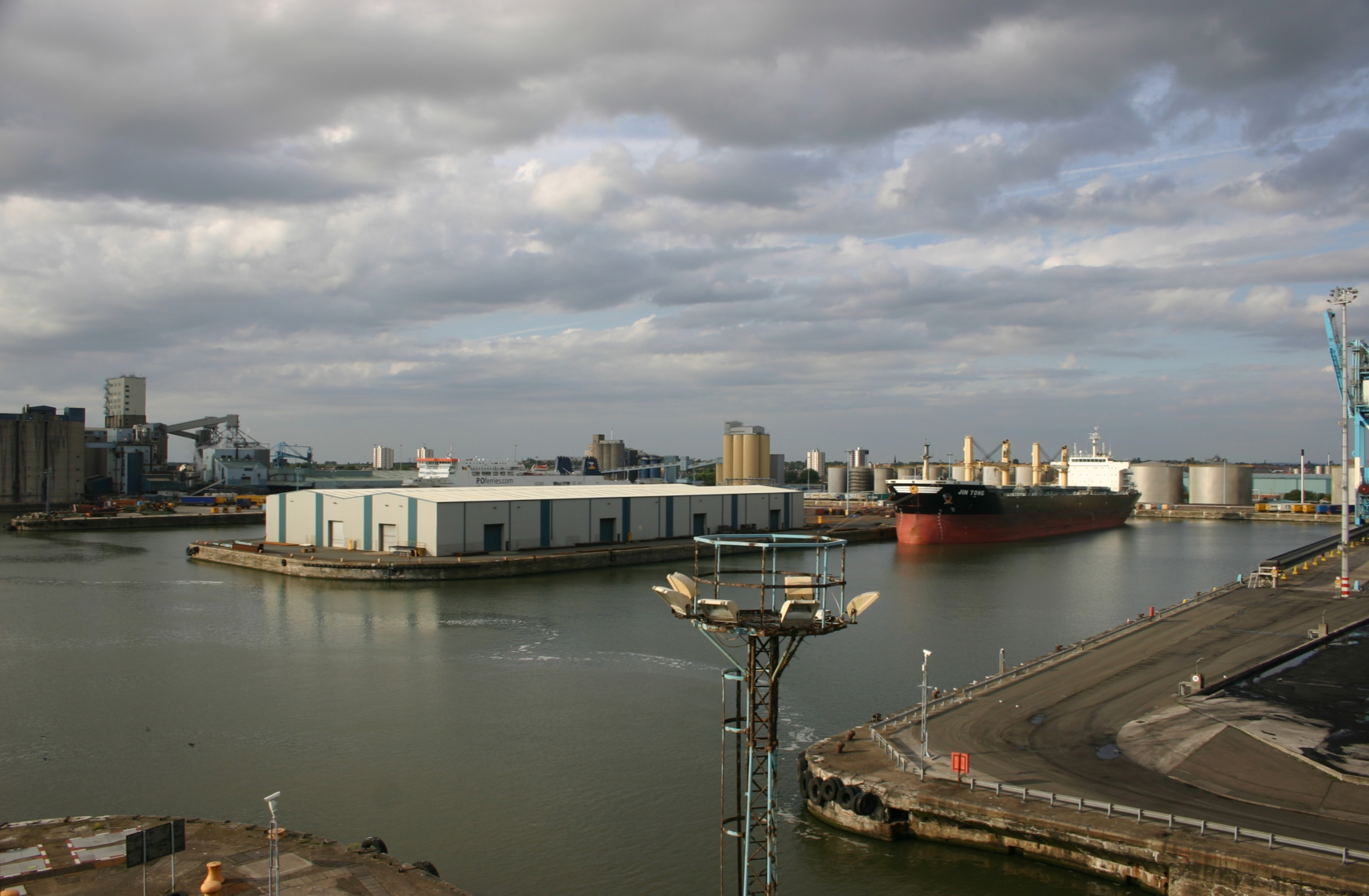